# FK Inđija
FK Inđija je srpski nogometni klub iz Inđije. Trenutačno se natječe u Superligi Srbije.

## Povijest
Klub je osnovan 1933. od strane željezničkih radnika. Prvo ime mu je bilo ŽAK, zatim FK Železničar, a 1969. mijenja ime u FK PIK Inđija. Nova promjena imena uslijedila je 1975. godine, kada je klub promijenio sponzora i dobio ime FK Agrounija. Od 1994. do 2001. godine klub se natječe pod sadašnjim imenom, a od 2001. do 2003. nosi ime sponzora Brazda kop. Sadašnje ime vraća 14. srpnja 2003. godine. Inđija se uglavnom natjecala u trećoj srbijanskoj nogometnoj ligi, a 1992. klub se uspio plasirati u drugu srbijansku ligu, a u istoj sezoni stigli su do četvrtfinala Kupa Jugoslavije. Od 1994. do 2004. godine s promjenjivim uspjehom Inđija igra u srbijanskim natjecanjima, a 2005. osvajaju prvo mjesto u vojvođanskoj nogometnoj ligi (4. rang). U sljedećoj sezoni 2005./06. pobjeđuju i u Srpskoj ligi Vojvodina i ponovno stižu do drugog ranga natjecanja, Prve srbijanske nogometne lige.
U sezoni 2009./10. klub osvaja prvo mjesto u prvoj srbijanskoj ligi, tako da u sezoni 2010./11. prvi put u povijesti igra u najvišem rangu natjecanja u Srbiji - srbijanskoj Superligi.